# Diamphipnoa helgae
Diamphipnoa helgae är en bäcksländeart som beskrevs av Joachim Illies 1960. Diamphipnoa helgae ingår i släktet Diamphipnoa och familjen Diamphipnoidae. Inga underarter finns listade i Catalogue of Life.